# Université Robert Gordon
Pour les articles homonymes, voir Robert et Gordon.
L'université Robert Gordon (en anglais : The Robert Gordon University) est une université publique britannique située à Aberdeen en Écosse. Elle tire son nom de Robert Gordon, un marchand du XVIIe siècle. Il y a deux campus, au centre-ville d'Aberdeen et un autre (plus grand) dans les banlieues à Garthdee, situé à côté d'un fleuve (Le Dee).

## Composantes
- École de commerce d'Aberdeen
- Faculté de design et de technologie
- Faculté de santé et d'action sociale

## Santé des étudiants
L'université prend à cœur la santé et le bien-être de ses étudiants, à travers son programme “Fit for the Future” lancé début mai 2013. Dans le cadre de cette initiative, les étudiants peuvent danser deux minutes toutes les vingt minutes sur la musique de leur choix dans certains cours. D'autres leçons peuvent être suivies assis sur des ballons de gymnastique, tandis que des élèves sont parfois invités à marcher tout en travaillant en groupe.